# 鳥越未玖
鳥越 未玖（とりごえ みく、1992年10月16日 - ）は、日本の元女子バレーボール選手。

## 来歴
鹿児島県肝属郡肝付町出身。スポーツ好きで小学2年次よりバレーボールを始める。鹿児島女子高校在学中は低身長ながらレフトスパイカーとして、2010年春高バレーベスト4、インターハイで準優勝、2011年春高バレーベスト4などに大きく貢献した。
2011年1月、リベロとしてプレミアリーグ・NECレッドロケッツの内定選手となった。2011年12月24日、岡山戦にリリーフサーバーとして出場しプレミアデビュー。2011/12シーズンは、主にリリーフサーバー・守備固めとして、32セットの出場に留まる。2012/13シーズンは、レギュラーリベロとして出場し、チームが昨シーズンの最下位から今季のレギュラーラウンド1位躍進に貢献した。
2013年4月、全日本女子メンバーに初選出された。同年10月の第1回世界U23女子バレーボール選手権に日本代表として出場し、銅メダル獲得に貢献した。
2017年5月15日、NECは鳥越の勇退を発表した。
2018年12月30日を以てNECを退職し、ビューティーサロン株式会社Motto代官山店長として勤務。

## 球歴
- 全日本代表 - 2013年

## 所属チーム
- 町立国見小（国見少女バレーボールスポーツ少年団）
- 町立国見中
- 鹿児島女子高校
- NECレッドロケッツ（2011-2017年）

## 個人成績
Vプレミアリーグレギュラーラウンドにおける個人成績は下記の通り。
| シーズン | 所属 | 出場 | 出場   | アタック | アタック | アタック | アタック | ブロック | ブロック | サーブ | サーブ | サーブ | サーブ | レセプション | レセプション | 総得点 | 備考 |
| -------- | ---- | ---- | ------ | -------- | -------- | -------- | -------- | -------- | -------- | ------ | ------ | ------ | ------ | ------------ | ------------ | ------ | ---- |
| シーズン | 所属 | 試合 | セット | 打数     | 得点     | 決定率   | 効果率   | 決定     | /set     | 打数   | エース | 得点率 | 効果率 | 受数         | 成功率       | 総得点 | 備考 |
| 2011/12  | NEC  | 19   | 32     | 0        | 0        | 0.0%     | %        | 0        | 0.00     | 32     | 0      | 0.00%  | 9.4%   | 52           | 34.6%        | 0      |      |
| 2012/13  | NEC  | 28   | 107    | 0        | 0        | 0.0%     | %        | 0        | 0.00     | 7      | 0      | 0.00%  | 10.7%  | 784          | 69.8%        | 0      |      |
| 2013/14  | NEC  | 28   | 104    | 0        | 0        | 0.0%     | %        | 0        | 0.00     | 0      | 0      | 0.00%  | 0.0%   | 524          | 63.9%        | 0      |      |
| 2014/15  | NEC  | 21   | 69     | 0        | 0        | 0.0%     | %        | 0        | 0.00     | 61     | 0      | 0.00%  | 7.8%   | 125          | 67.2%        | 0      |      |
| 2015/16  | NEC  | 21   | 82     | 0        | 0        | 0.0%     | %        | 0        | 0.00     | 4      | 0      | 0.00%  | 6.3%   | 375          | 62.1%        | 0      |      |
| 2016/17  | NEC  | 21   | 75     | 0        | 0        | 0.0%     | %        | 0        | 0.00     | 0      | 0      | %      | 0.0%   | 343          | 67.3%        | 0      |      |